# Ratiborova Lhota
Ratiborova Lhota je malá vesnice, část obce Mičovice v okrese Prachatice v Jihočeském kraji. Nachází se asi 1,5 kilometru severozápadně od Mičovic. Ratiborova Lhota je také název katastrálního území o rozloze 4,52 km².

## Historie
První písemná zmínka o vesnici pochází z roku 1400.

## Obyvatelstvo
| Rok            | 1869 | 1880 | 1890 | 1900 | 1910 | 1921 | 1930 | 1950 | 1961 | 1970 | 1980 | 1991 | 2001 | 2011 | 2021 |
| -------------- | ---- | ---- | ---- | ---- | ---- | ---- | ---- | ---- | ---- | ---- | ---- | ---- | ---- | ---- | ---- |
| Počet obyvatel | 138  | 152  | 136  | 128  | 112  | 135  | 141  | 72   | 46   | 45   | 46   | 40   | 43   | 31   | 34   |
| Počet domů     | 22   | 24   | 23   | 23   | 23   | 23   | 24   | 25   | 25   | 14   | 13   | 20   | 21   | 21   | 22   |

## Obecní správa
Při sčítání lidu v letech 1850–1929 Ratiborova Lhota byla osadou obce Mičovice v okrese Prachatice. V letech 1930–1959 byla samostatnou obcí v okrese Prachatice. V letech 1960–1985 byla znovu častí obce Mičovice v okrese Prachatice. Od 1. července 1985 do 30. června 1990 byla částí městyse Lhenice v okrese Prachatice. Od 1. července 1990 je opět částí obce Mičovice v okrese Prachatice.

## Pamětihodnosti
- Silniční most přes Melhutku (kulturní památka ČR)
- Přírodní památka Pančice-V řekách, lokalita s hojným výskytem bledule jarní